# Jacob Ahlsson
Jacob Ahlsson (3 augustus 1998) is een Zweeds wielrenner.
In 2020 won Ahlsson het Zweeds kampioenschap tijdrijden voor Tobias Ludvigsson.

## Belangrijkste overwinningen

### Wegwielrennen
2020
 Zweeds kampioenschap tijdrijden
2023
 Zweeds kampioenschap tijdrijden